# ザ・ゾクフー24時
『ザ・ゾクフー24時』（ザ・ゾクフーにじゅうよじ）は、チバテレビ・テレ玉の共同制作で2008年3月1日から5月3日まで（但しテレ玉は3月29日まで）毎週土曜23:30 - 23:45に放送された情報番組である。提供は千葉鑑定団グループ（チバテレビのみ）。

## 概要
女の子が勤めている風俗店をリポートする。司会は男性4名が務めた。スタジオ収録は東京都新宿区の花園神社そばのスタジオで行われていた。

## 番組の終了
テレ玉は番組開始からわずか1ヶ月でネットを打ち切って、制作担当も外れた。その後チバテレビ単独で放送し、2008年5月3日に放送10回を迎えた2ヶ月で打ち切りとなった。そして、「中央競馬新聞情報やじ馬競馬」→「ウハウハ競馬」より続いてきた2局による共同制作枠も終了した。

## 出演者
肩書は番組当時の表記に従う。

### ゾクフー隊
- 島本慶（なめだるま親方、ゾクフーライター、まんが家）ゾクフー隊隊長。50代代表[1]。
- 富永万作（ゾクフーソムリエ）40代代表。親方の右腕。
- 滝井健一（大阪のゾクフーを完全制覇した男）30代代表。
- 金剛晴男（電脳エロリスト）20代代表。

### MC
- 斎藤リョーツ[1]

## スタッフ
- エンディングテーマ：「女へん」ペーソス[4]
- 協力：SKIP（親方のHP）
- 企画：まえだ＆かわかみ
- タイトル：山田恵理子
- 編集：安野陽介
- ディレクター：F☆だいすけ、山根敬史
- 構成・演出：山口一也
- エグゼブティブプロデューサー：酒井ひろみち
- プロデューサー：金定祐一郎（CMN）
- 製作協力：CMN
- 制作著作：CYBER DESIGN、チバテレ